# Związek Niemieckich Stowarzyszeń Społeczno-Kulturalnych w Polsce
Związek Niemieckich Stowarzyszeń Społeczno-Kulturalnych w Polsce (ZNSSK, niem. Verband der Deutschen Sozial-Kulturellen Gesselschaften in Polen) – organizacja dachowa mniejszości niemieckiej w Polsce z siedzibą w Opolu, członek Federalnego Związku Europejskich Grup Narodowościowych (FUEN).

## Historia
Związek powstał w 1990 roku jako Centralna Rada Towarzystw Niemieckich w Rzeczypospolitej Polskiej, rok później przyjął swój statut. ZNSSK został założony jako organizacja dachowa skupiająca wojewódzkie towarzystwa społeczno-kulturalne ludności niemieckiej w Polsce. Miał reprezentować je w kontaktach z polskimi władzami państwowymi, samorządowymi i stowarzyszeniami, a także z władzami Republiki Federalnej Niemiec. Został zarejestrowany w Sądzie Wojewódzkim w Opolu pod koniec sierpnia 1991 roku.
Organizacja grupuje stowarzyszenia mniejszości niemieckiej z 10 województw. Główna siedziba znajduje się w Opolu. Obecnie wśród członków stałych ZNSSK znajdują się m.in.: Towarzystwo Społeczno-Kulturalne Niemców na Śląsku Opolskim, Związek Stowarzyszeń Niemieckich Warmii i Mazur, Niemieckie Towarzystwo Kulturalno-Społeczne we Wrocławiu oraz Niemiecka Wspólnota „Pojednanie i Przyszłość”. Do członków zrzeszonych ZNSSK należy m.in.: Związek Młodzieży Mniejszości Niemieckiej w RP.
Przewodniczącym zarządu ZNSSK jest Rafał Bartek.
Związek reprezentuje organizacje członkowskie wobec rządów w Warszawie i Berlinie, jego przedstawiciele mieli swój wkład w powstanie ustawy o mniejszościach narodowych i etnicznych oraz o języku regionalnym z 2005 roku. Jesienią 2021 roku ZNSSK świętował swoje trzydziestolecie.
Przewodniczący zarządu:
Henryk Kroll (1991–2008)
Bernard Gaida (2009–2022)
Rafał Bartek (od 2022)